# Hatvan
Hatvan (németül: Hottwan) város Heves vármegye délnyugati részén, a Hatvani járás székhelye. A megyeszékhely és Gyöngyös után a vármegye harmadik legnépesebb települése. Nevét a kézenfekvő tőszámnév helyett a besenyő-török eredetű chatwan/chatmanból valószerű származtatni; jelentése „töredéknép, résznép”: a magyarországi besenyőket az ország különböző részein telepítették le, akik identitásukat és együvé tartozásukat új hazájukban a Hatvan helységnév által tartották fenn. Némelyek tévesen annak tulajdonítják Hatvan nevét, hogy bár légvonalban 51 kilométerre fekszik Budapesttől, autóval viszont 60 km.

## Fekvése
A Hatvani-síkon, a Zagyva folyó és Bér-patak találkozásánál helyezkedik el, a vármegye nyugati részén. Átlagos tengerszint feletti magassága 105 méter. A folyó jelenleg már kiépült árvízvédelmi létesítmények között folyik, így a környék korábban tapasztalható elláposodása már nem jellemző. Éghajlatát tekintve nagy hatással van a Mátra, ahonnan enyhe levegő érkezik, illetve a Zagyva szél erejét csökkentő völgye. Évi csapadékmennyisége alacsonyabb az országos átlagnál.
A közvetlen szomszédos települések: észak felől Lőrinci, északkelet felől Ecséd, kelet felől Hort és Csány, délkelet felől Jászfényszaru, dél felől Boldog, délnyugat felől Tura és Galgahévíz, nyugat felől Kerekharaszt, északnyugat felől pedig Heréd.
Belterülete több, jól elkülöníthető településrészből áll. A Zagyva keleti partján terül el Óhatvan, a város tulajdonképpeni központja. Ehhez nyugatról csatlakozik, kisebb ipari terület beiktatásával Újhatvan, ahol a hatvani vasútállomás és az új autóbusz-állomás is található. Nagygombos Óhatvantól északra található.

### Megközelítése, közlekedése

#### Vasút

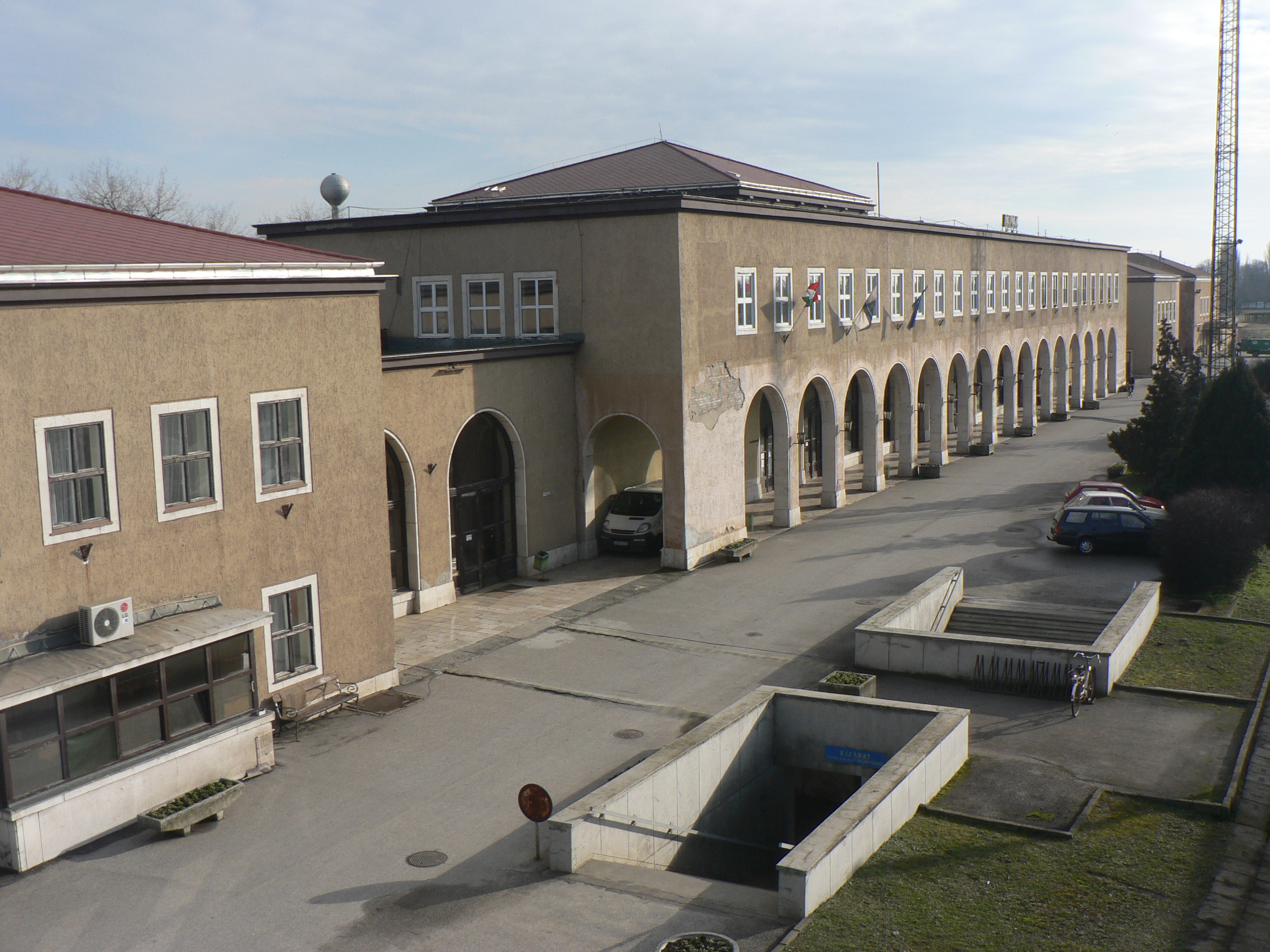
Hatvan vasútállomása

Hatvan vasúti csomópont, három vasúti fővonal találkozóhelye. Ezek közül a legjelentősebb a miskolci fővonal (Budapest–Sátoraljaújhely-vasútvonal), amelyről itt ágazik le a Hatvan–Somoskőújfalu-vasútvonal és a Hatvan–Újszász-vasútvonal. Ipari használatra üzemel továbbá egy, a budapesti vonalat az újszászi vonallal összekötő elkerülővágány, illetve egy, a hatvani kavicsbányához vezető iparvágány is. A személyforgalom számára egy vasútállomás működik a városban, ahová Budapest, Miskolc és Eger felől sűrűn, Bukarest, Zólyom, Salgótarján, Krakkó, Nyíregyháza, Zágráb és a Balaton felől alkalmanként érkeznek gyorsvonatok. Hatvan vasútállomás a végállomása emellett a Budapestről északkelet felé induló elővárosi vonatoknak, a Zagyva völgyében Salgótarjánig közlekedő személyvonatoknak, illetve néhány Füzesabonyig, Miskolcig vagy Szolnokig járó személyvonatnak. Az árufuvarozás céljára rendező-pályaudvar is létesült Hatvanban.

#### Közút
A város a közúti közlekedésben is fontos szerepet játszik, mivel a 3-as főútról (Budapest–Miskolc–Hidasnémeti) és a vele párhuzamos M3-as autópályáról (mely az E71-es nemzetközi autóútnak is a része) itt lehet letérni a 21-es főútra Losonc-Somoskőújfalu–Salgótarján–Pásztó irányába. A várostól keletre, az autópályától indul a 32-es főút, amely Jászfényszaru, Jászberény és Szolnok irányába halad tovább. Néhány mellékút is érinti Hatvant: Verseggel és Heréddel a 2111-es, Lőrincivel a 2401-es, Turával és a Gödöllői-dombság más közeli településeivel a 3104-es, Csánnyal a 3201-es út, Boldoggal pedig a 31 121-es számú mellékút kapcsolja össze. Különálló városrésze, Nagygombos a 21-es főút felől a 24 102-es számú mellékúton érhető el.
A várost autóbuszok Budapesttel, Salgótarjánnal, Gyöngyössel, Jászberénnyel, a környező településekkel, kisebb számban Egerrel, Kecskeméttel és Dunaföldvárral kötik össze. A városban több vonalon rendszeres helyi járati közlekedés van. Az új hatvani autóbusz-pályaudvart 2010. december 20-án adták át az utasforgalomnak; épületegyüttese 2012-ben elnyerte a Média Építészeti Díját, valamint a Pro Architektúra Díjat (tervezői: Igar Péter, Dénes György, Kalo Emese és Pásztor József voltak).

## Története
Hatvan területéről a legkorábbi leletek az újkőkorból valók. Ekkor is megfigyelhető, hogy a Zagyva mindkét oldala lakott hely volt. Igazán fontos település azonban csak a rézkorban alakult ki, virágzása a korai bronzkorig tartott.
A bronzkor (i. e. 1900–900) elején keletről, a Kárpátokon túlról sztyeppi pásztortörzsek nyomultak be a Kárpát-medencébe, ahol megállapodtak. A bronzkor két nagy magyarországi műveltsége közül az egyiket Hatvanról nevezték el. Először Sperlágh József gyógyszerész, amatőr régész talált hamvasztásos sírokat a Strázsahegy alatti Kálvária-dombon, majd a város délkeleti szélén álló Kishatvani csárda mellett – ezek leleteit a Magyar Nemzeti Múzeumban helyezték el. 1934-35-ben Tompa Ferenc tárt fel egy lakótelepet a Strázsahegyen: egy ott talált díszes réztál és egy aranytárgy országos jelentőségű. A telepben nagycsaládok laktak nagy, több kisebb családot magukba foglaló házakban. Az oszlopos szerkezetű házakat nyeregtető fedte; a vesszőfonatos házakat kívül-belül tapasztották.
A bronzkor után Hatvan területén nem alakult ki újra jelentősebb állandó település, de a szkíták, a kelták, a roxolánok, a szarmaták és az avarok, majd a honfoglaló magyarok is hagytak itt nyomokat.
Az 1170-es években premontrei szerzetesek telepedtek meg a mai város területén. Az itt alapult kolostor lassan kisebb térségben jelentőssé vált (a 13. században már prépostság volt), a település első írásos említése is tőlük való 1235-ből. A szerzetesek jelentős vívmánya volt a környékbeli mocsarak lecsapolása és a korszerű földművelési formák meghonosítása. A jó életkörülmények megjelenésével a 13. században egyre többen vándoroltak Hatvanra, amelynek legjelentősebb birtokosai a Hatvaniak lettek.
1335 után, a visegrádi királytalálkozót követően a település jelentősége nagyban növekedett, mivel a Buda–Krakkó kereskedelmi út itt húzódott, és erre a Losonc–Fülek–Pásztó út csatlakozott. I. (Nagy) Lajos idejében az út jelentősége csak tovább nőtt, mivel azon vonultak a király seregei Litvánia felé. A királynak többször szállást adó Hatvan végül 1406-ban nyerte el a mezőváros címet. Országos vásárára – amin a legjelentősebb árucikk a nagy mennyiségben termett hatvani bor volt – mindenfelől érkeztek.

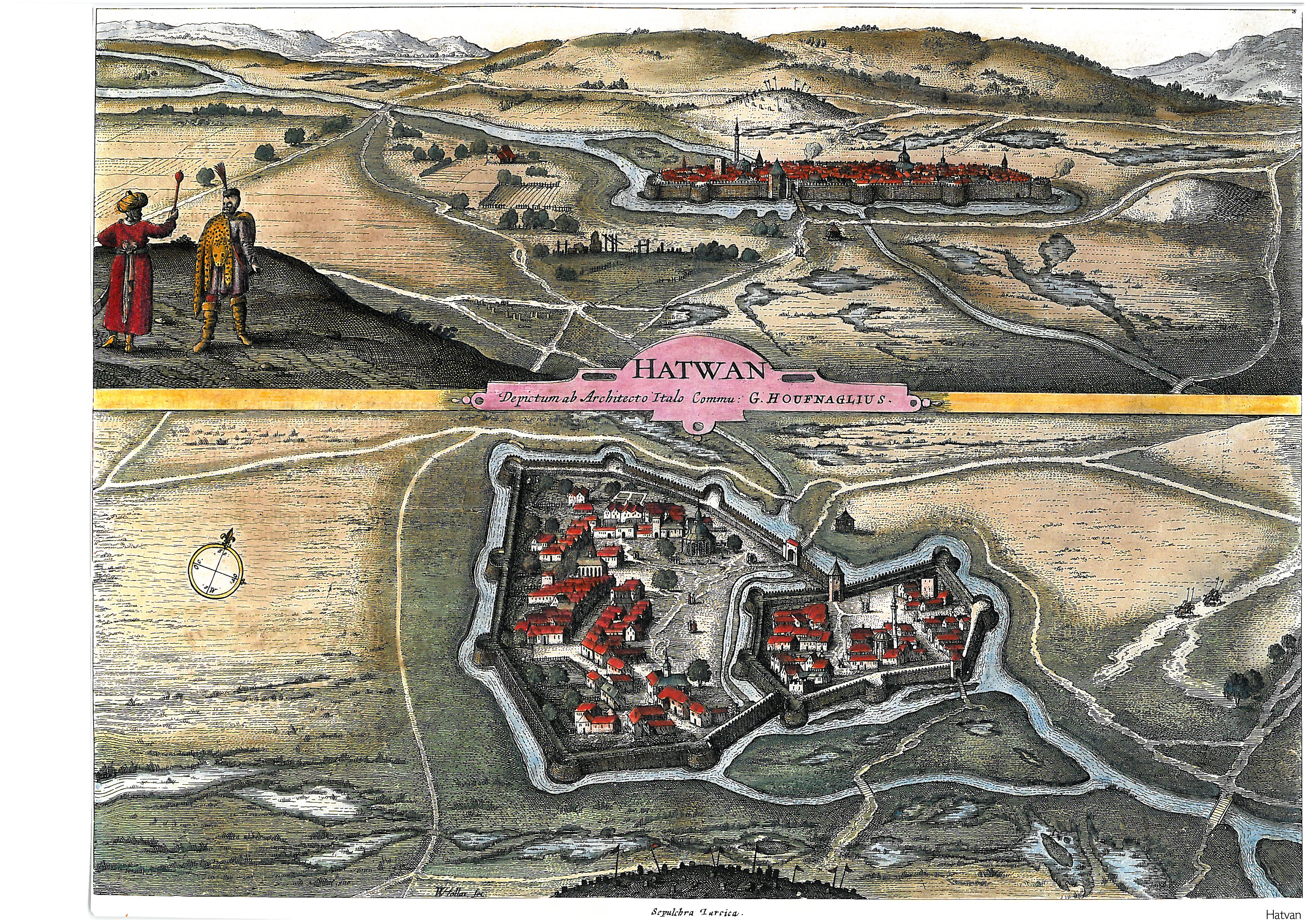
Hatvan a XVI. század végén

Miután Mohamed budai pasa 1544-ben Budától északra és keletre található erődítmények ellen folytatott hadjáratot, és Visegrád és Nógrád már elesett, Hatvan frissen (1523–1544 között) épült várának kapitányai úgy vélték, nem kockáztatják az ostromot, hanem felgyújtották a várat és a katonákkal együtt Egerbe menekültek, hoppon hagyva a polgári lakosságot, amely 1544-től a törököknek adózott. A várost a törökök a Gyöngyös, Pásztó és Jászberény vidékét felölelő szandzsák központjává tették, így egyre több lett a török a városban, és a 17. században a magyar őslakosság már kisebbségbe szorult.

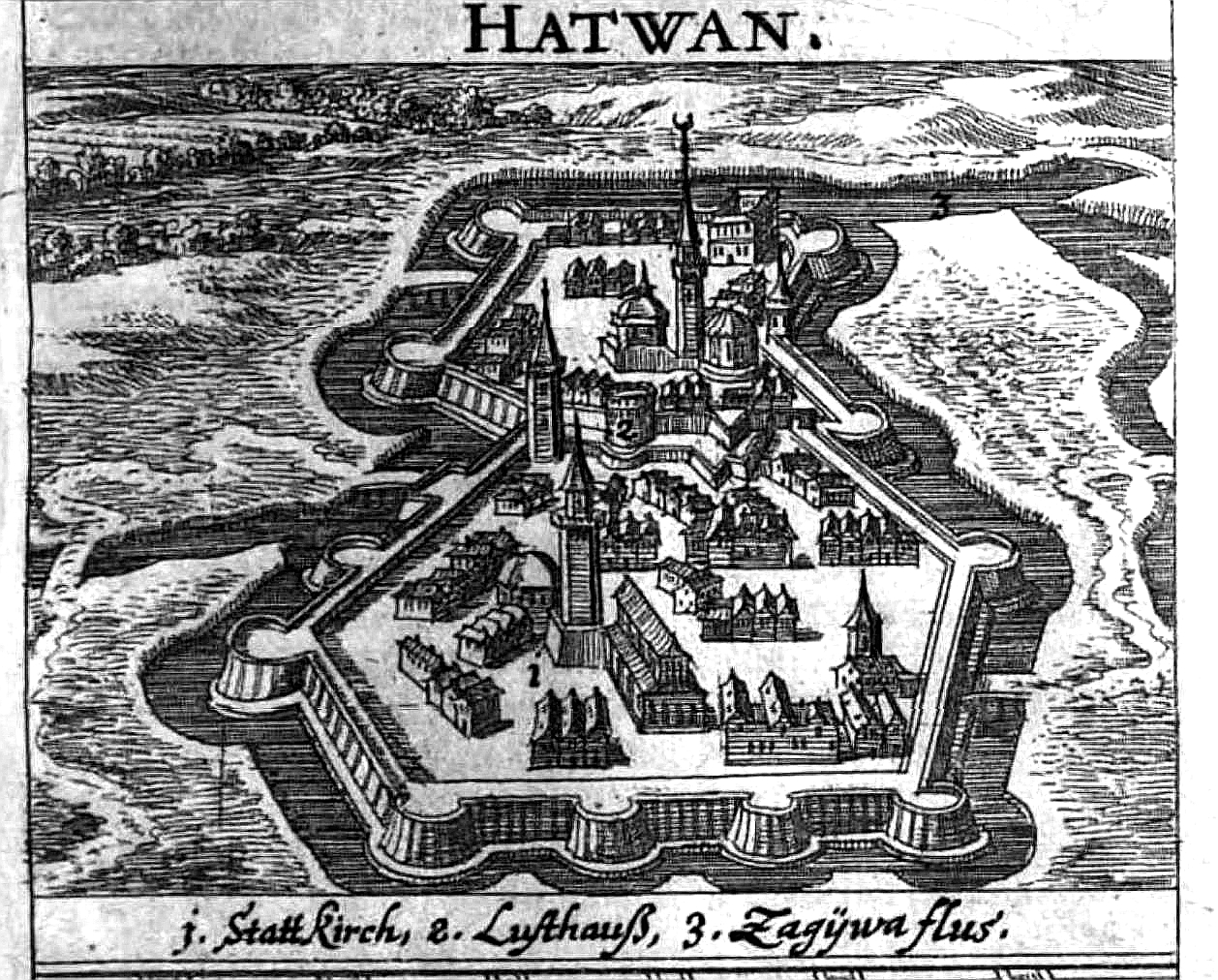
Hatvan vára Georg Krekwitz metszetén, 1685

A török várost komoly várrendszerrel vették körül. Tinódi Lantos Sebestyén szerint az erősséget az első török városparancsnok, Deli Kurt aga kezdte kiépíteni. A nyolcbástyás palánkvár nagyjából a mostani Grassalkovich-kastély helyén állhatott, a várost pedig egy másik, külső cölöpfal oltalmazta: a síkvidéki várépítészet hagyományai szerint a sűrűn levert facölöpök közeit agyagos földdel töltötték ki, és az egészet agyaggal vonták be, hogy minél nehezebb legyen felgyújtani. (Mivel a faanyag gyorsan korhadt, az ilyen típusú védműveket gyakran kellett javítani.
A fennmaradt zsoldlisták szerint 1560-ban a helyőrségben 113 gyalogos, 295 lovas, 13 tüzér és 32 délszláv martalóc szolgált.
A tizenöt éves háborúban először 1594-ben látszott esély a vár és a város visszafoglalására, de a felső-magyarországi csapatokat vezénylő Christoph Teuffenbach kassai főkapitány német zsoldosai az időjárás zordra fordulta miatt félbehagyták az ostromot. 1596-ban Miksa főherceg csapatai három hetes ostrom után betörtek a várba, és nemcsak a védőket koncolták fel, de az asszonyokat és gyermekeket is. A várban 3 nagy és 22 kisebb kaliberű ágyút zsákmányoltak. A siker azonban átmenetinek bizonyult: az osztrák hadak nem vették fel a harcot III. Mehmed Eger felé vonuló főseregével, hanem feladták a várat, és Esztergom felé vonultak vissza.
A törökök helyreállították a védműveket, ám 1603 novemberében Christoph von Russwurm császári tábornagy csapatai ismét elfoglalták, de ezúttal is csak rövid időre.
A török uralom 1686-ban ért véget, amikor Buda ostromgyűrűbe zárása után Heissler és Mercy császári tábornokok hadai elől a védők harc nélkül a jobban védhető Egerbe menekültek.
Hatvanba a 17 – 18. században az ország többi vidékéről leginkább jobbágyok települtek. Fő feladatuk a török időkben leromlott földek feljavítása volt. Ezért főleg állatot tenyésztettek, de a szőlőművelést is újrakezdték. A város szervezete is újjáéledt: 1687-ben újjászervezték a prépostság, 1689-ben postaállomást, 1693-ban vámhivatalt létesítettek, 1700-ban pedig már a plébánia is újra működött.
Hatvan a Rákóczi-szabadságharc idején komoly szerephez jutott, mivel II. Rákóczi Ferenc 1703-ban elrendeltette a vár megerősítését, hogy ellent tudjon állni a Buda környéki császári seregeknek. A megerősített vár azonban nem tett szert komolyabb jelentőségre, és a kurucok végül 1710-ben harc nélkül adták fel.

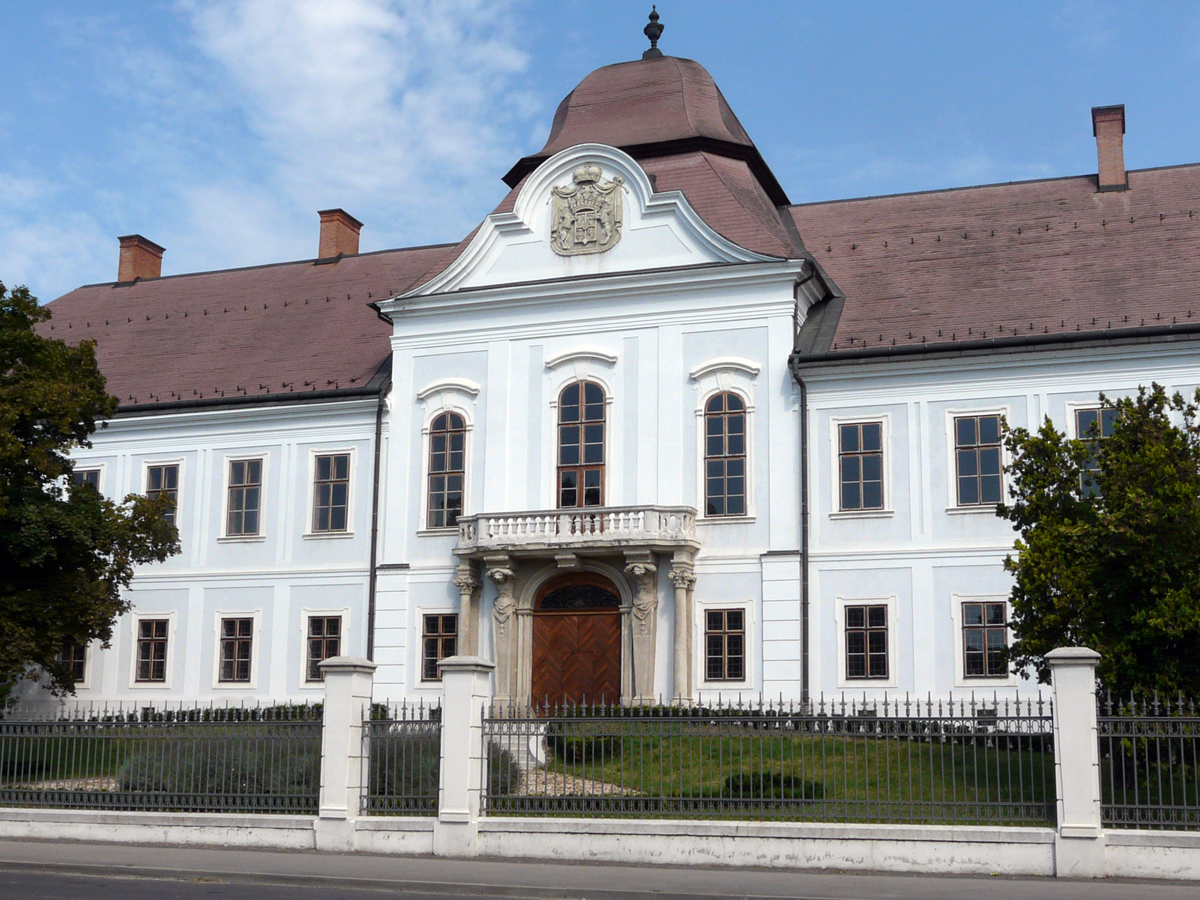
A Grassalkovich-kastély főhomlokzata

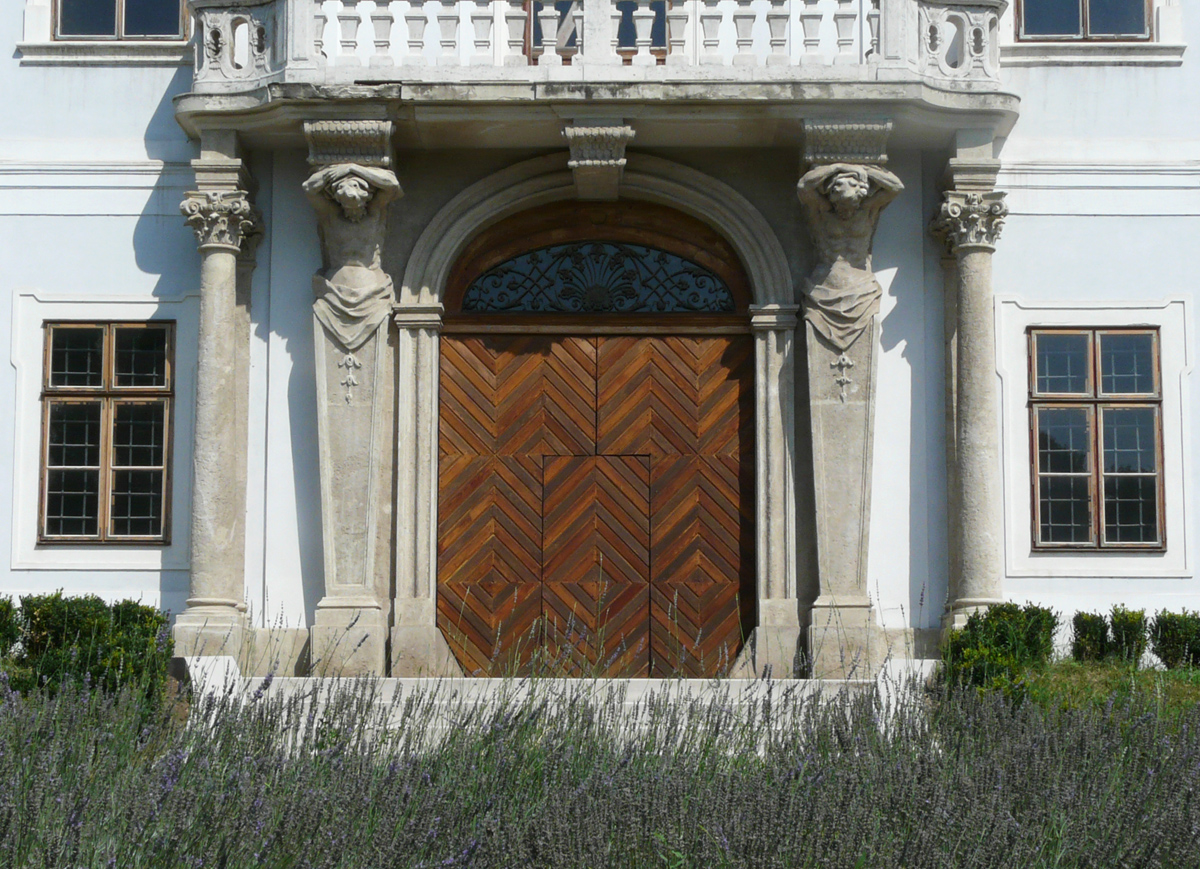
A Grassalkovich-kastély kapuzata

A fölöslegessé vált védműveket valószínűleg az új földesúr, Starhemberg Gundacker Tamás herceg romboltatta le – ő 1711-ben vásárolta meg a királytól a hatvani uradalmat, de ezután még hosszú évekig kellett egyezkednie a régi igénylőkkel, így csak 1729-ben iktatták az uradalom birtokába. Eközben a legtöbb régi lakóházat helyreállították, a szántóföldek jó részét feltörték, jobbágytelkeket alakítottak ki, bár a lakosság fele mindvégig megmaradt szőlőművelésből élő házas zsellér maradt.
Grassalkovich I. Antal herceg 1734-ben, kétszázezer forintért vette meg a hatvani birtokot. Német mesterembereket, szőlőművelő zselléreket, sőt telkes gazdákat is telepített a városba, és a magyarokénál több kedvezményt, mentességet adott nekik. Ez magyar-német nemzetiségi konfliktusokhoz vezetett, mert a németek az adómentes évek elmúltával sem akarták a közadókat, közterheket viselni. Ők viszont azt nehezményezték, hogy a város vezetése a magyarok kezében maradt akkor is, amikor a német telkes jobbágyok száma már meghaladta a magyarokét (1765-ben még 52 telkes magyar és 45 német gazda lakott Hatvanban). A németek kívánságára Grassalkovich 1764-ben a magyar bírón kívül német bírót is állított. A konfliktusok a németek sorsának romlásával elsimultak.
Grassalkovich Antal korszerű majorságot hozott létre a város körül. 1762-ben posztómanufaktúrát is alapítottak a városban, ez azonban nem volt elég versenyképes, úgyhogy hamarosan megszűnt.
A lakosság gyarapodása a 18. század vége felé lelassult; számuk:
- 1786-ban 2108
- 1821-ben 2088
- 1849-ben 2545
- 1786-ban 439 családot írtak össze,
- 1851-ben pedig 577-et.

A Grassalkovichok idővel rengeteg adósságot halmoztak fel, ezért az uradalmat 1827-ben zárgondnokság alá vették.
A Grassalkovich család 1841-ben Grassalkovich III. Antallal kihalt. Ezzel a birtokok sorsa végképp kérdésessé vált. A bécsi kastély és a Schönau an der Triesting-i uradalom magántulajdonba került. A gödöllői és a hatvani uradalmat unokaöccse, Viczay Mihály örökölte, de nem bírta a rettentő adósságokat fizetni, ezért eladta azokat egy bankárnak, báró Sina Györgynek. Később az ő fia, báró Sina Simon birtoka lett, majd egy belga konzorcium tulajdonába került.
Az 1848–49-es forradalom és szabadságharc előtt 423 házat tartottak számon; ebből 14 volt az uraságé, 135 a telkes gazdáké, 267 a zselléreké és 7 egyéb.
Hatvan az 1848-49-es szabadságharcban fontos hadászati szerephez jutott. 1849. április 2-án itt vívták a tavaszi hadjárat egyik győztes csatáját, majd július 12. után az oroszok főhadiszállása lett.
Hatvan komoly fellendülése 1867-ben kezdődött, mivel ekkor építették a Pest–Hatvan–Losonc–Zólyom–Besztercebánya–Ruttka vasutat (amely később csődjét és államosítását követően a MÁV első vonala lett), illetve a kiegyezés hatására megindulhatott a tőkés fejlődés. A vasútépítés hatására Deutsch Ignác még 1867-ben, megvette a brüsszeli banktól a Grassalkovich család egykori hatvani uradalmát a teljesen leromlott állapotú kastéllyal. 1879-ben, amikor a király nemessé ütötte fiait, erről a birtokról kapták a „hatvani” előnevet.
Később a város vasúti jelentősége tovább nőtt, miután 1870-ben megnyílt a Hatvan–Miskolc, 1873-ban pedig a Hatvan–Szolnok-vasútvonal is. Ezzel a város Magyarország egyik jelentős vasúti csomópontjává vált, nagyban urbanizálódott.
Hatvan első takarékpénztárát 1873-ban alapították. Az 1870-es években az egész országban megszüntették a települések mezőváros besorolását. Hatvan ekkor nagyközséggé alakult, majd 1886-tól a mezőváros megjelölést már címként sem használhatta.
1889-ben alapította a hatvani Deutsch család a Hatvani Cukorgyárat, ami az idő tájt Európa egyik legnagyobb cukorgyára volt. A Növénynemesítő Rt.-t Hatvany-Deutsch Sándor alapította a 20. század elején. A dualizmus gazdasági fellendülésének hatására 1867 és 1914 között a város lakossága szinte megháromszorozódott.
Az első világháborúban sok férfilakosa elesett. A magyarországi tanácsköztársaság alatt államosították a cukorgyárat. 1919. augusztus 3-án a bevonuló román hadsereg kivégeztetett ötven vöröskatonát. Az ellenforradalmi rendszer konszolidációja után Hatvan fejlődése lelassult, ám az életszínvonal kissé javult.
A Hatvani Paradicsomkonzervgyár létrehozását az 1920-as évek végén Hatvany Endre kezdeményezte – az „Aranyfácán” márkanév még ma is népszerű.
A második világháború nagy változásokat hozott Hatvan életében. 1939-ben lengyel menekültek érkeztek a városba, köztük sok zsidó is. 1941-től, miután Magyarország is belépett a háborúba, sok hatvani katona esett el a harcszíntereken. Hatvanban gettót alakítottak ki, majd egy gyűjtőtábort is létrehoztak a cukorgyár területén. Innen Heves megye szinte teljes zsidó lakosságát Auschwitzba, megsemmisítő táborba szállították. 1944. szeptember 20-án angol-amerikai bombázók több száz polgári lakost is megölve porig rombolták a pályaudvart és környékét. 1944 novemberében a Vörös Hadsereg elérte a város határát, és a harcok újabb komoly pusztítást okoztak. A város 1944. november 25-én esett el.
A lényegében porig rombolt város lakosságának nagy része meghalt, vagy hadifogságba esett. Az újjászervezés részeként Hatvant várossá alakították. Alapítottak egy népi kollégiumot és kialakítottak egy ideiglenes kórházat.
A kommunista hatalom megszilárdultával Hatvan kétirányú fejlődést mutatott. Egyrészt nagymértékű iparosítás, építkezések jellemezték a várost, másrészt a hatóságok szép számban tüntettek el a rendszer számára nemkívánatos személyeket – köztük az Újhatvanban a vallásszabadságért tüntetőket –, így sokakat küldtek a recski és hortobágyi kényszermunkatáborokba. 1956-ban újjáépült a vasútállomás, majd iskolák és egyéb közintézmények létesültek a városban.

## Közélete

### Polgármesterei
- 1990–1994: Szinyei András[7][8] (KDNP)
- 1994–1998: Szinyei András (KDNP-MDF-FKgP)[9]
- 1998–2002: Farkas Kálmánné (MSZP)[10]
- 2002–2006: Érsek Zsolt (MSZP)[11]
- 2006–2010: Érsek Zsolt (MSZP)[12]
- 2010–2014: Szabó Zsolt (Fidesz)[13]
- 2014–2019: Horváth Richárd (Fidesz-KDNP)[14]
- 2019–2024: Horváth Richárd (független)[15]
- 2024– : Horváth Richárd (Hatvani Városvédő Egyesület)[1]

A településen az 1998. október 18-án megtartott önkormányzati választás érdekessége volt, hogy országosan is rekordszámú, összesen 12 jelölt indult a polgármesteri posztért. Ilyen nagy számú jelöltre valószínűleg az egész országban nem akadt példa a rendszerváltás óta rendes önkormányzati választásokon, időközi választáson is csak egyszer, Balatonszepezden, 2019. december 8-án, amikor egy megismételt polgármester-választáson nem kevesebb, mint 14 polgármester-jelölt indult.

### Országgyűlési képviselői
Az 1990–1994 közti ciklusban dr. Baranyai Miklós (MDF)
Az 1994–1998 közti ciklusban
Érsek Zsolt (MSZP) Heves megyei 3. sz
Evk. 
Az 1998–2002 közti ciklusban
Érsek Zsolt (MSZP) Heves megyei 3. sz
Evk. 
- Szinyei András (Fidesz-KDNP) Heves megyei 3 sz. Evk. – a FIDESZ–KDNP országos listájáról jutott a T. Házba

A 2002–2006 közti ciklusban Érsek Zsolt (MSZP) Heves megyei 3. sz
Evk.
A 2006–2010 közti ciklusban Érsek Zsolt (MSZP) Heves megyei 3. sz
Evk. 
A 2010–2014 közti ciklusban Szabó Zsolt
A 2014–2018 közti ciklusban Szabó Zsolt

#### A 2018–2022 közti ciklusban
- Szabó Zsolt (Fidesz-KDNP) Heves megye 3 sz. egyéni választókerület.
- Sneider Tamás (Jobbik) Heves megye 3 sz. egyéni választókerület - a Jobbik országos listájáról jutott a T. Házba
- Korózs Lajos (MSZP) Heves megye 3 sz. egyéni választókerület - az MSZP országos listájáról jutott a T. Házba

## Népesség
2001-ben a település lakosságának 99%-a magyar, 1%-a cigány nemzetiségűnek vallotta magát.
A 2011-es népszámlálás során a lakosok 86,8%-a magyarnak, 2% cigánynak, 0,5% németnek, 0,2% románnak mondta magát (13% nem nyilatkozott; a kettős identitások miatt a végösszeg nagyobb lehet 100%-nál). A vallási megoszlás a következő volt: római katolikus 51,1%, református 3,7%, evangélikus 1,2%, görögkatolikus 0,3%, felekezeten kívüli 14,7% (27,8% nem nyilatkozott).
2022-ben a lakosság 88,1%-a vallotta magát magyarnak, 1,3% cigánynak, 0,6% ukránnak, 0,4% németnek, 0,2% románnak, 0,1-0,1% szlováknak és lengyelnek, 3,1% egyéb, nem hazai nemzetiségűnek (11,2% nem nyilatkozott; a kettős identitások miatt a végösszeg nagyobb lehet 100%-nál). Vallásuk szerint 35,1% volt római katolikus, 3,4% református, 1% evangélikus, 0,4% görög katolikus, 0,1% ortodox, 1,4% egyéb keresztény, 0,7% egyéb katolikus, 13,9% felekezeten kívüli (43,7% nem válaszolt).

## Helyi média
Hatvanban fogható FM rádiók:
- Rádió 1 – FM 89,5 MHz
- Bartók Rádió – FM 90,7 MHz
- Szent István Rádió – FM 94,0 MHz
- Kossuth Rádió – FM 95,5 MHz
- Sláger FM – FM 95,8 MHz
- Trió FM – FM 97,7 MHz
- Dankó Rádió – FM 99,8 MHz
- Petőfi Rádió – FM 102,7 MHz
- Retro Rádió – FM 104,7 MHz

## Gazdaság
A korábban fontos megélhetőségi forrást biztosító mezőgazdaság mára nagymértékben visszaszorult Hatvanban. Mindössze 194 fő foglalkozik mezőgazdasági termeléssel.
A város gazdaságának nagy részét régebben az élelmiszeripar tette ki, amelynek legnagyobb üzemei a konzervgyár és a cukorgyár voltak. A cukorgyár 2004-től nem termelt, csak raktározással és csomagolással foglalkozott. 2011-ben megkezdték a cukorsiló leszerelését is.
2001-ben Újhatvan területén Ipari Park is létesült, ahol öt nagy elektronikai cég telepedett le.
Hatvanban városias jellegének és nagy átmenő forgalmának köszönhetően jelentős a kereskedelem. Több nagyobb áruház és benzinkutak sokasága működik a város területén. A szolgáltatási szektor is fellendülőben van a településen, ám jelenleg csak a közlekedési ágazatban nagy az aránya.

## Kultúra, oktatás, sport

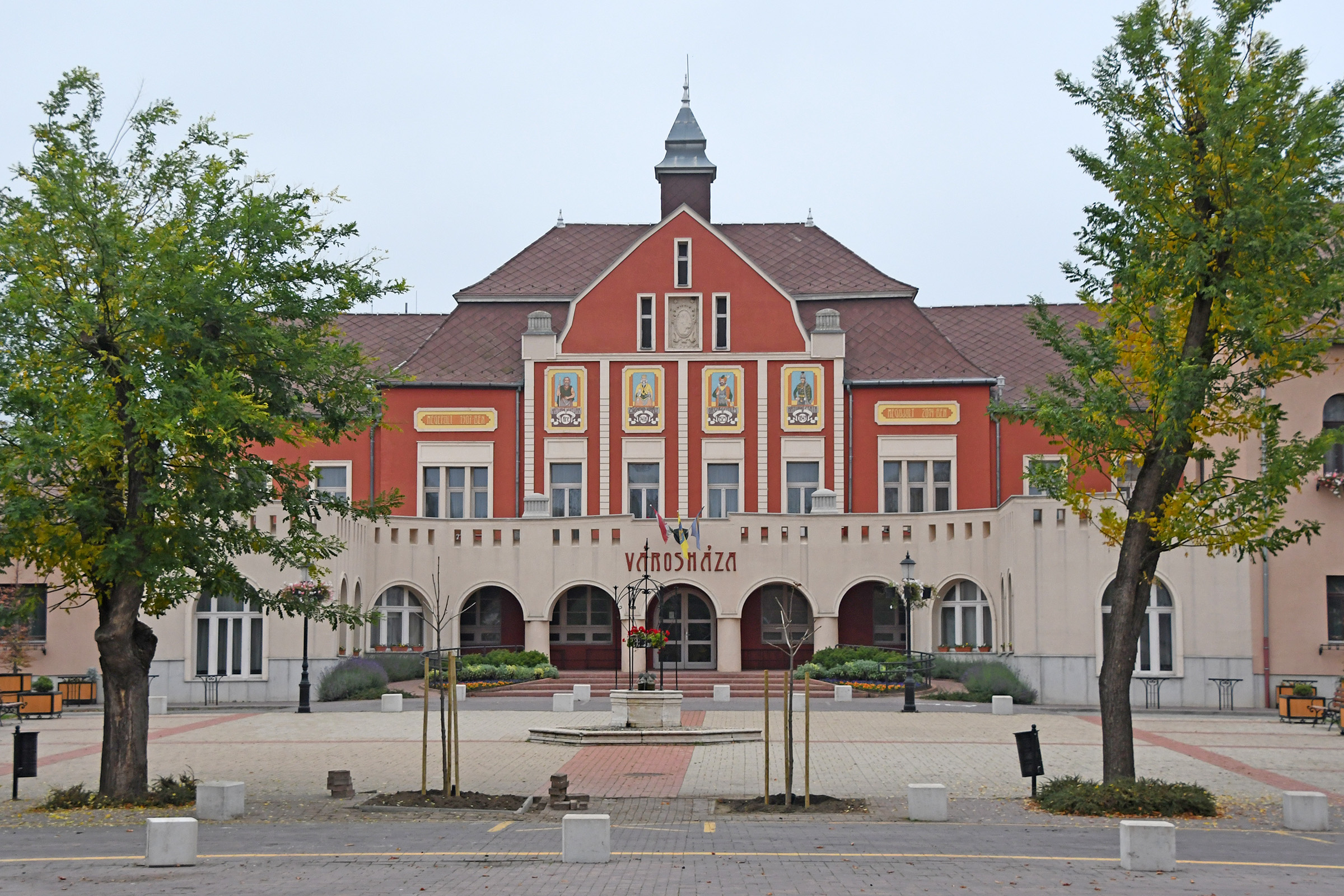
A hatvani városháza

Hatvanban két bölcsőde, nyolc óvoda és öt általános iskola működik. A városban működő Damjanich Ipari Szakképzési Intézet a vármegye legnagyobb középfokú iskolájaként több szakmában biztosít szakmunkás-, szakközépiskolai és technikusi képzést. A város középiskolái továbbá: a Bajza József Gimnázium és Szakközépiskola, a Széchenyi István Római Katolikus Közgazdasági Szakközépiskola, a Grassalkovich Művelődési Központ Pályakezdők Szakiskolája és az Albert Einstein Alapítványi Gimnázium és Szakközépiskola. A település ad helyet a Kocsis Albert Zeneiskolának is.
A településen egy könyvtár és annak egy fiókkönyvtára működik. 148 518 dokumentumnyi gyűjteménye kifejezetten nagynak számít, és több értékes magángyűjtemény köteteit is egyesíti. A könyvtár épülete a 2020. évben egy átfogó, uniós támogatású pályázat keretében teljes megújul. A városban működik a TIT Bugát Pál Egyesület Hatvani Irodája is, amely többek között OKJ-s képzéseket, nyelvtanfolyamokat és felvételi előkészítőket szervez. 2001-ig mozi is működött a városban, ma már csak filmklub vetítések zajlanak intézményi kereteken kívül. A város művelődési életének komoly színtere a Grassalkovich Művelődési Központ, ahol számos ifjúsági és kulturális rendezvényt szerveznek. Itt rendezik meg minden évben a Kastély Napokat és az Összművészeti Fesztivált.
A településen több komolyzenei zenekar és együttes is működik. Ezek a MÁV Hatvani Szimfonikus Zenekar, a Corelli Trio, a Vivaldi Kamarazenekar, a Hatvani Kamarazenekar, a Varia Format kisegyüttes, a Chamber Art Voices duó, a Hatvani Fúvósegyüttes és a Hatvani Vegyeskar. A város könnyűzenei élete is aktív.
Hatvanban sok diáksportcsoport és több sportegyesület működik.
Továbbá minden évben Hatvanban rendezik a Roncsderby Európa-bajnokság első futamát.

## Nevezetességei
A hajdani mezővárost palánkvár védte, erre azonban ma már csak egyes utcák (Vár utca, Bástya utca) neve, illetve vonalvezetése emlékeztet. A régi metszeteken ábrázolt dzsámi, törökfürdő és más, török kori épületek helye tisztázatlan; még alapjaik sem kerültek elő (egyes feltételezések szerint a mai Kossuth tér alatt rejtőzhetnek).
A város legrégibb épületeit, mint
- a Grassalkovich-kastélyt (műemlék, Kossuth tér), benne a Széchenyi Zsigmond Vadászati Múzeummal,
- a Szent Adalbert-plébániatemplomot (műemlék, Kossuth tér) és
- a Sörházat (jelenleg Hatvany Lajos Múzeum)

a 18. században emelték Grassalkovich I. Antal pénzéből, illetve hozzájárulásával. Mindhárom a barokk építészet remeke. Az egykori posztómanufaktúra épülete nem maradt fenn, helyét emléktábla jelzi.
További műemlék épületek:
- plébániaház, Kossuth tér 5.
- Grassalkovich-major bejárata, (Nagygombos),
- borház, tanácskozó terem.

Jelentős épületek még:
- Városháza
- Kossuth téri általános iskola
- Városi Bíróság
- Postapalota
- Bajza József Gimnázium és Szakközépiskola
- Széchenyi István Közgazdasági és Informatikai Szakközépiskola
- Újhatvani Római Katolikus templom
- Földhivatal
- Bátor Tábor

Szobrok, emlékművek:
- Szent Sebestyén-szobor (műemlék, 1739) Kossuth tér,
- pestisszobor,
- oroszlános szökőkút,
- Grassalkovich-szobor.

Egyéb látnivalók:
- Hatvani Termálvizes Strandfürdő
- Kisgombosi tanösvény

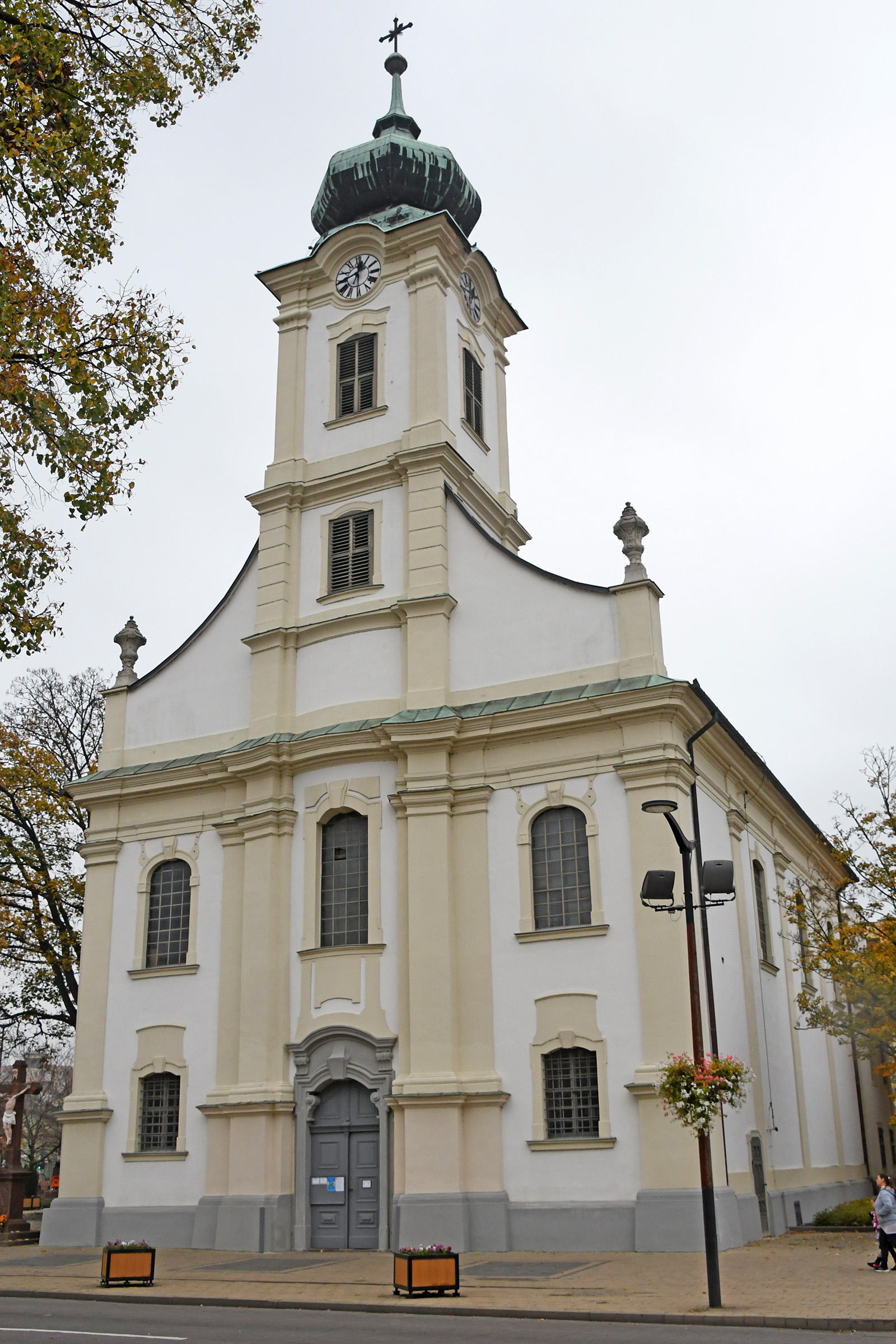
A belvárosi Szent Adalbert-templom
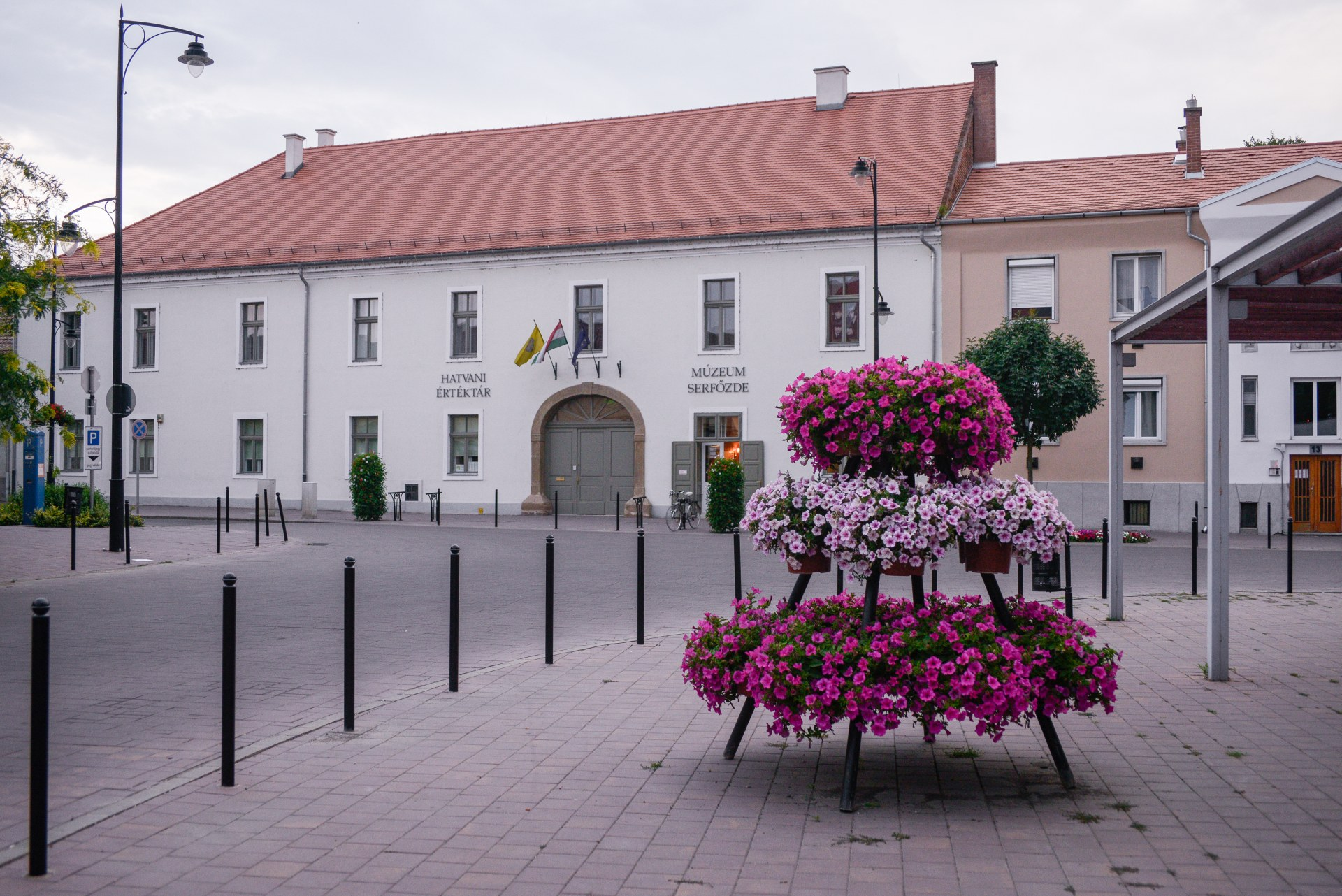
A Hatvany Lajos Múzeum (volt sörház) épülete
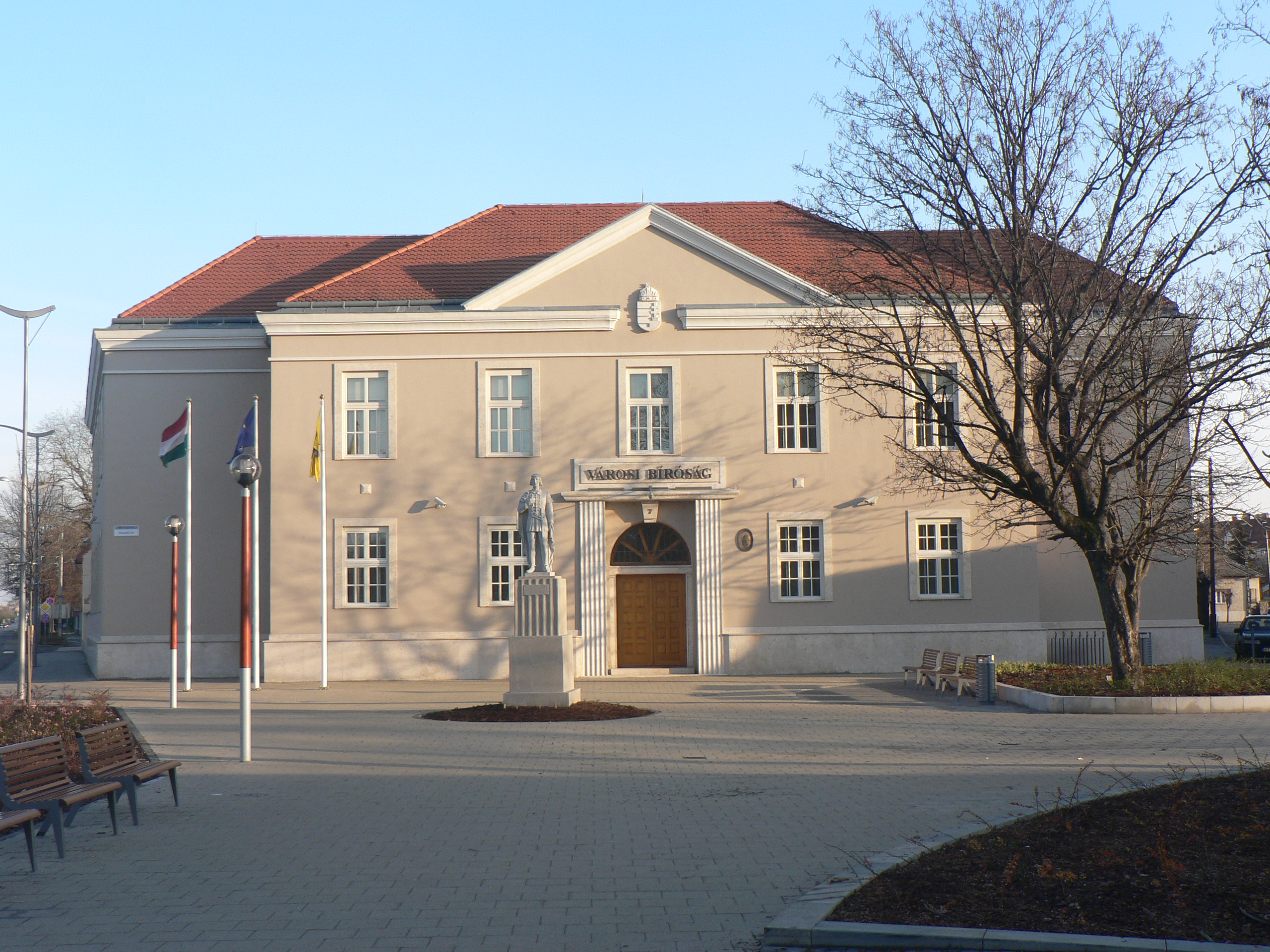
A Városi Bíróság (volt Járásbíróság) épülete, előtte Szent Imre szobra
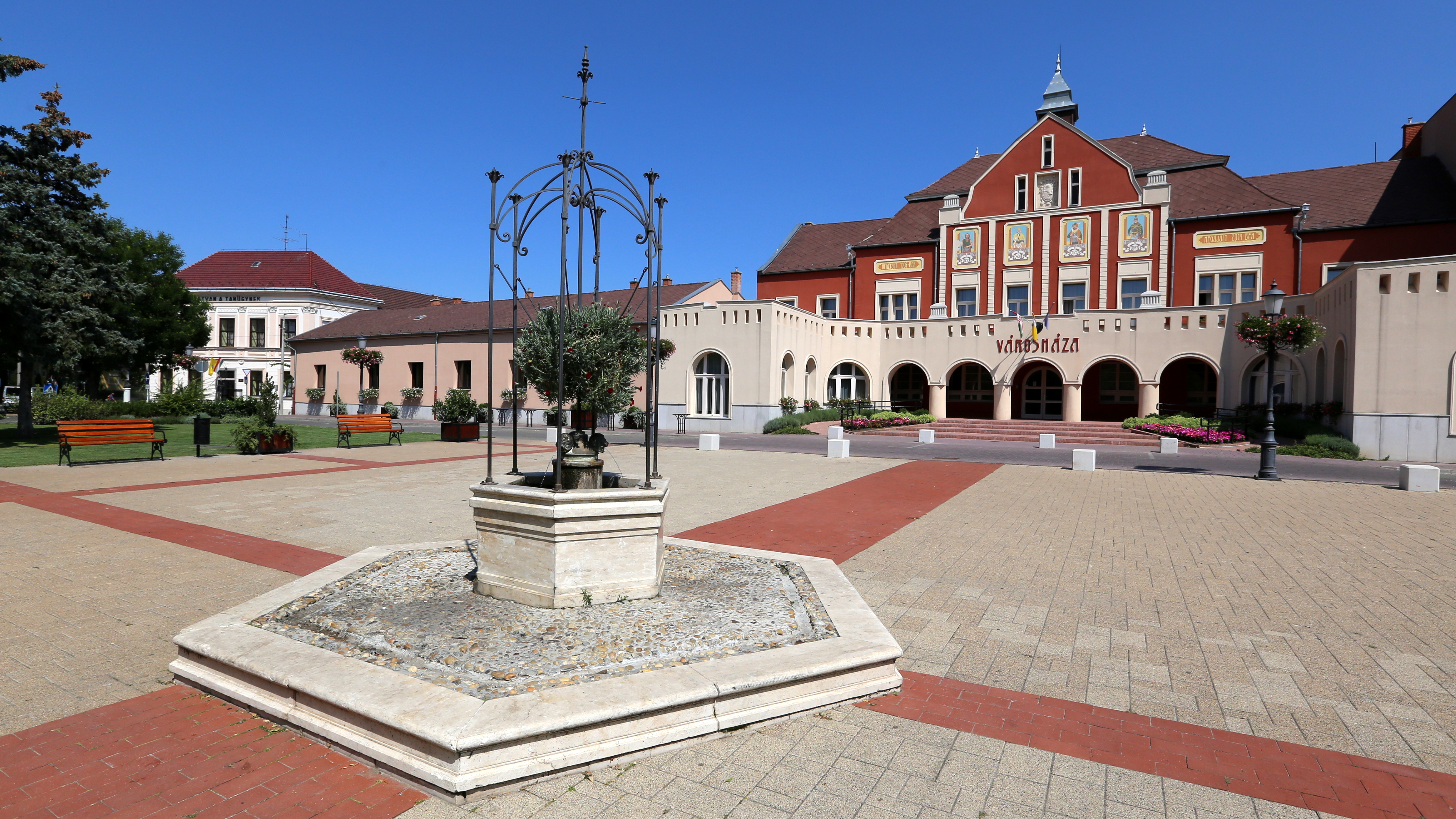
A Városháza 2018-ban
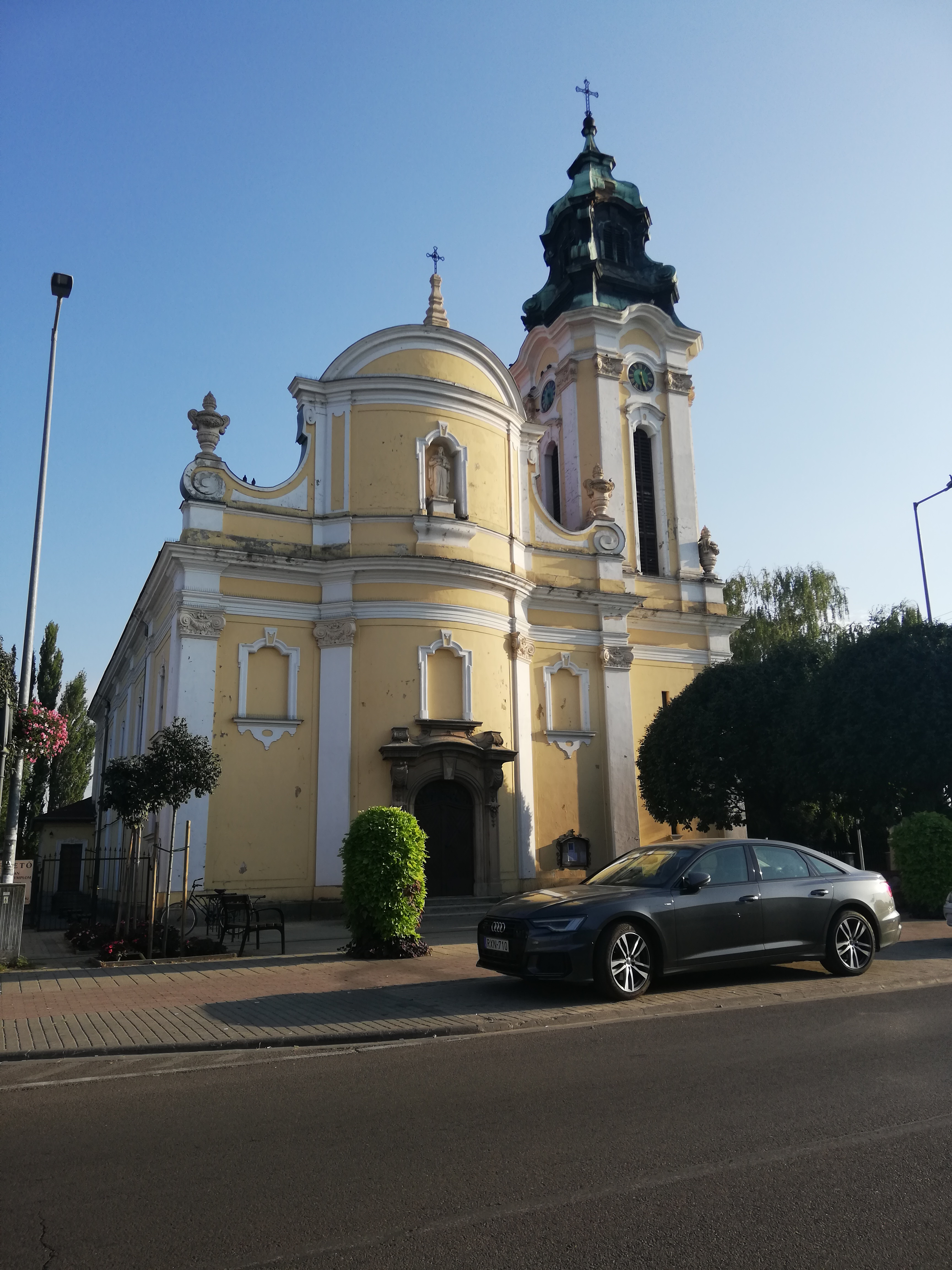
Az újhatvani Szent István király templom

## Testvérvárosai
- Beregszász, Ukrajna
- Jarocin, Lengyelország
- Kézdivásárhely, Székelyföld
- Kokkola, Finnország
- Maassluis, Hollandia
- Tavarnelle Val di Pesa, Olaszország
- Bihar, Románia[22]

## Híres emberek

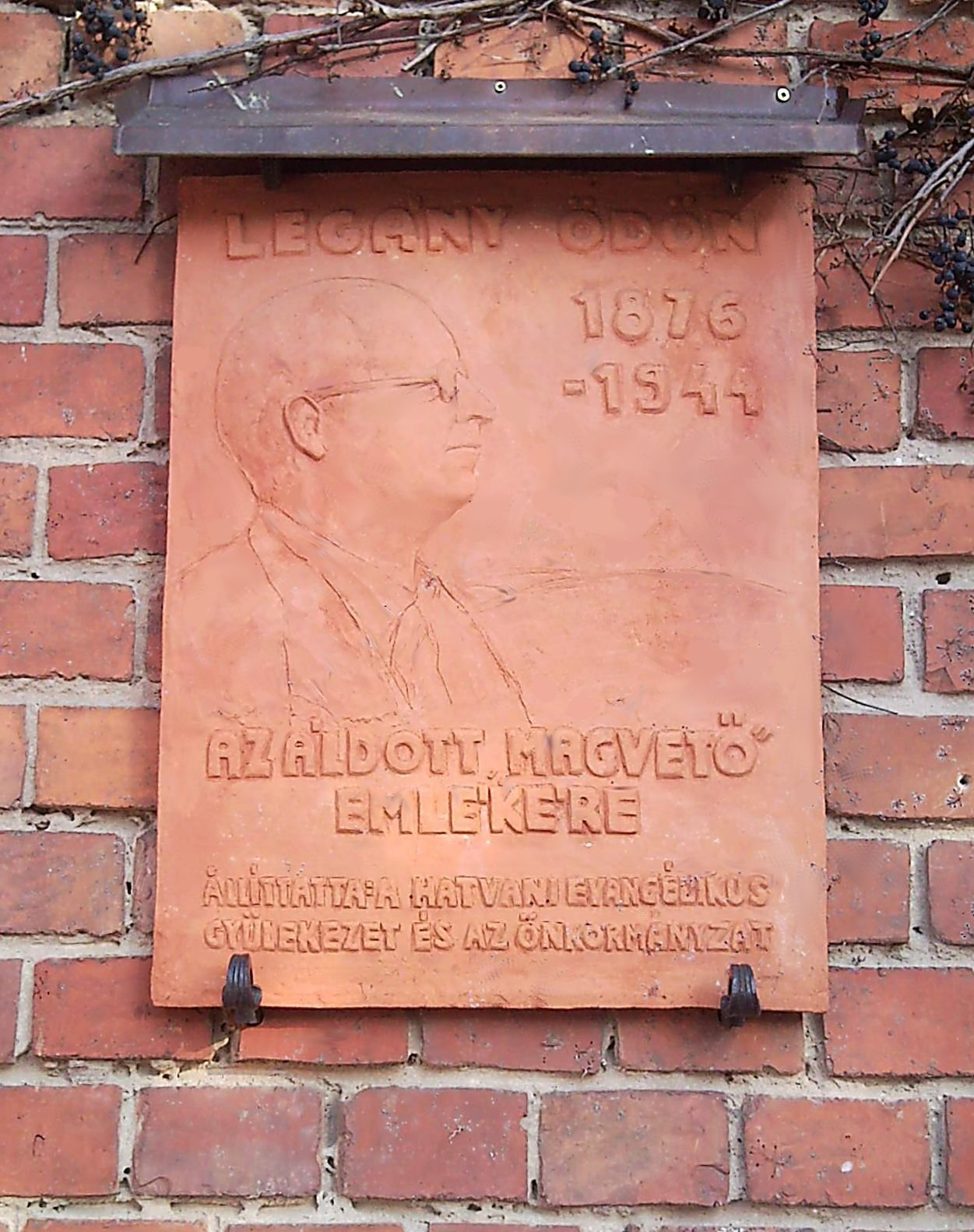
Legány Ödön emléktáblája a néhány hónap alatt felépült újhatvani evangélikus templom falán

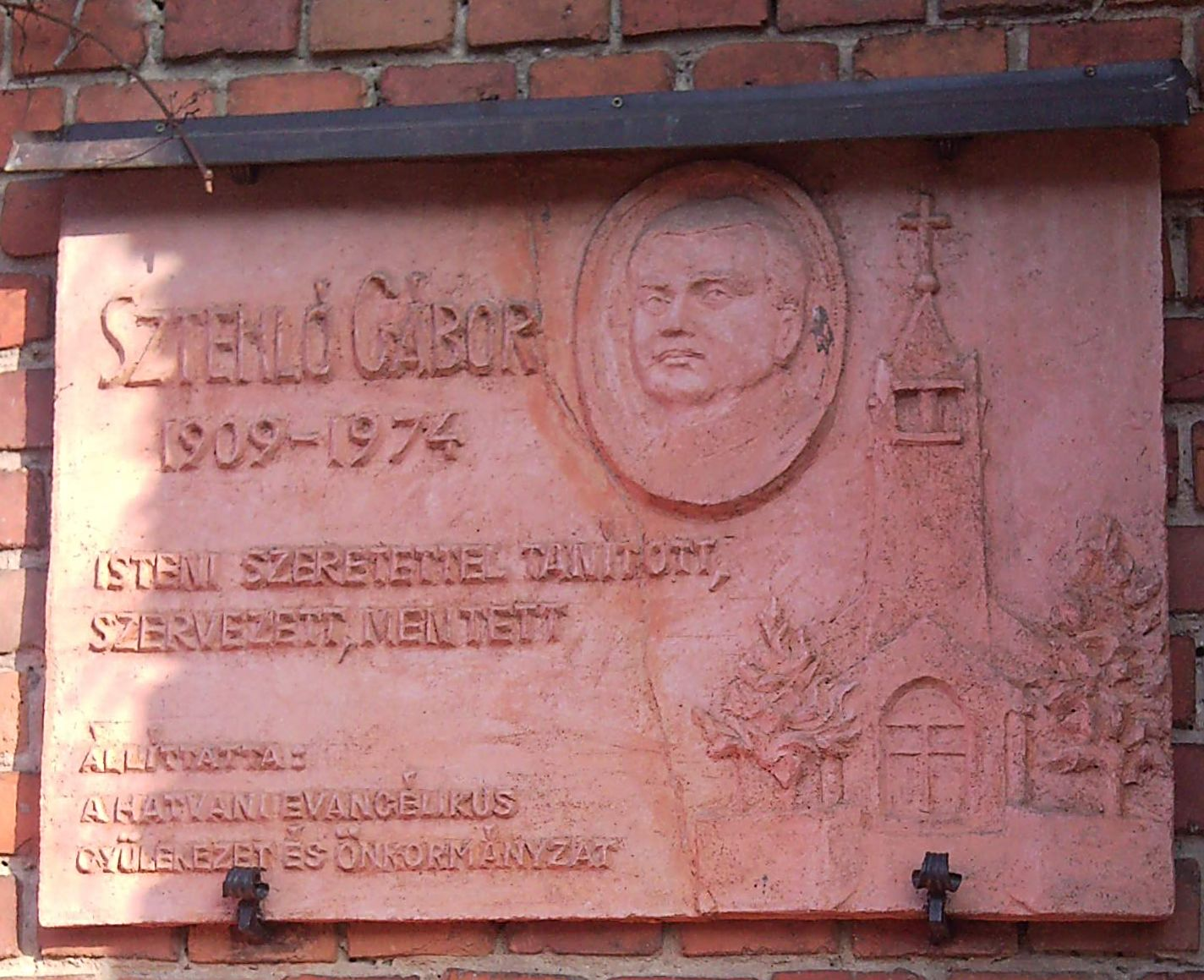
Sztehlo Gábor emléktáblája ugyanott

- Hatvany-Deutsch Sándor a cukor- később a paradicsom-gyár alapítója. A cukorgyáralapításban partnere unokatestvére, Hatvany Béla volt.
- Itt született, a városban tanított is Kratofil Dezső, a neveléstudományok doktora; Baróti Lajos szövetségi kapitány édesapja.
- Itt élt Hatvany Lajos író, kritikus, irodalomtörténész, „az utolsó mecénás”
- Legány Ödön növénynemesítő
- Itt született Andrássy József (1806-1852) királyi tanácsos.
- Itt született Forgács Tibor Jászai Mari-díjas színész - az Egri Gárdonyi Géza Színház alapító tagja. Fia, Forgács Péter színész-rendező, rockzenész; 2011-től a Győri Nemzeti Színház igazgatója.
- Csisztay Andor színész[23]
- Itt született Gerelyes Endre író.
- Itt született Harmath László vasdiplomás építész
- Itt született Mester István színész, a Pécsi Nemzeti Színház örökös tagja.
- Itt született Kocsis Albert, hegedűművész
- Itt született Kézdi Lóránt, az MTV első díszlettervezője
- Itt született Tarnai Tibor mérnök, matematikus, egyetemi tanár, akadémikus
- A Bajza József Gimnáziumban érettségizett Kovács Géza művészeti menedzser
- Itt született Peller József matematika tanár, tanszékvezető
- Itt született Szigeti András (Schwetz András) színész
- Itt született Tusor János állami díjas mozdonyvezető
- Itt született Pádár Márta televíziós szerkesztő-riporter
- Itt született Zsámboki Zsolt rádióbemondó
- A város prépostja volt Horváth Mihály, magyar történész
- 1933-35 között a hatvani evangélikus gyülekezetben szolgált Sztehlo Gábor, a Gaudiopolis-Örömváros megálmodója és létrehozója.
- Itt született Meszlényi Zoltán püspök, 2015 óta a vasútállomás felett átívelő Boldog Meszlényi Zoltán híd viseli a nevét
- Itt született Balatoni Éva operaénekesnő
- Itt született Pokorny Lia színésznő
- Itt született Szőlőskei Tímea színésznő
- Itt született Tóth Ildikó színésznő
- Itt született Fehér István színész
- A Bajza József Gimnáziumban érettségizett Csomor Csilla színésznő
- Itt született Nagy Ibolya festőművésznő
- Itt született Kecskés Tímea színésznő, énekesnő
- Itt született Kelemen Márta színésznő, énekesnő
- Itt született Lola, magyar énekesnő
- Itt született Mezei Richárd kézilabda játékos (Pick Szeged)
- Itt született Czibolya Erzsébet, hatvani szájjal festő művész, a Lichtensteini Szájjal és Lábbal Festők Nemzetközi Egyesületének tagja